# Campanatura (nautica)

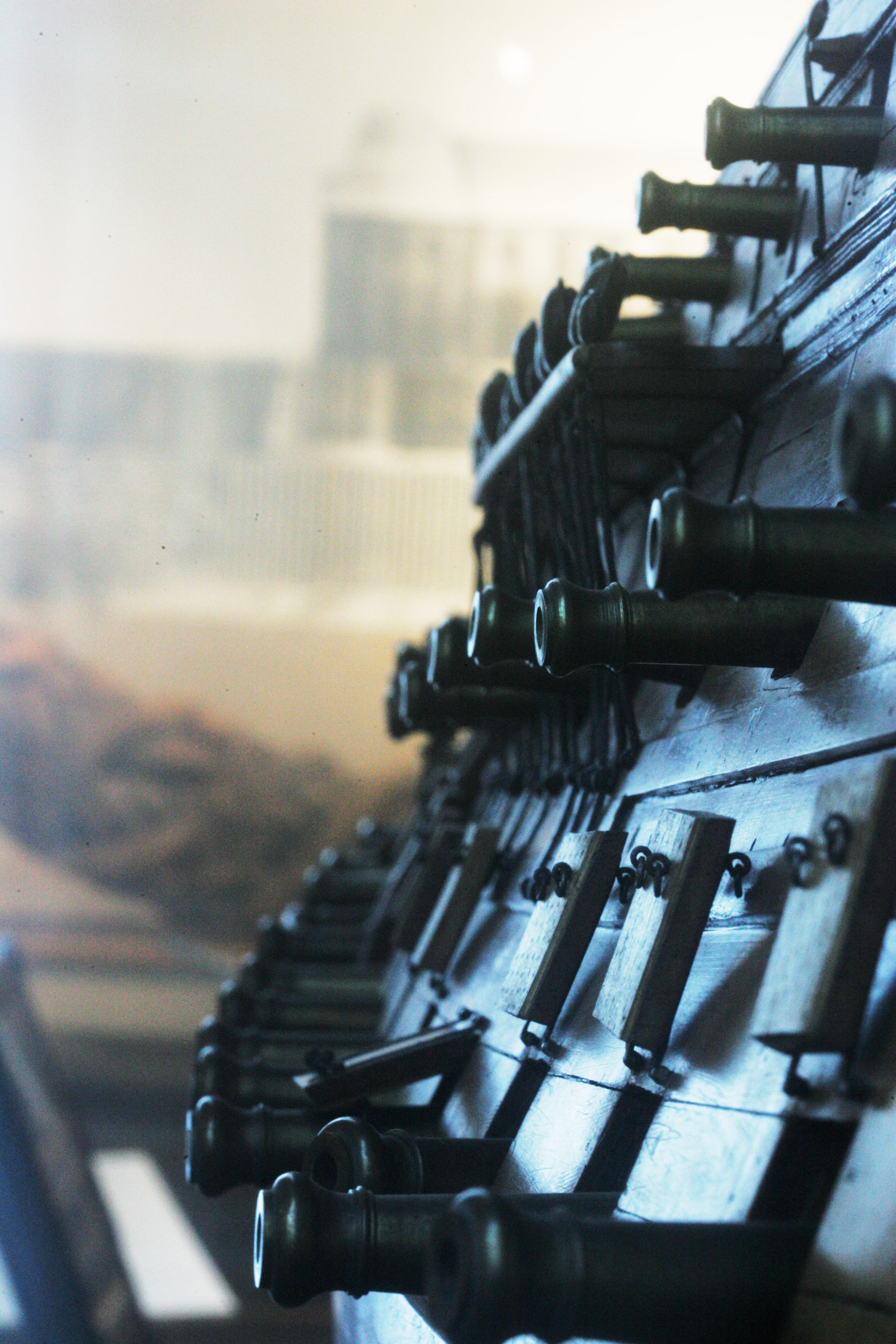
Modellino di un vascello francese da 74 cannoni del 1755. Evidente il restringimento progressivo dei ponti e la conseguente adozione di cannoni di calibro inferiore.

In ingegneria navale con campanatura si intende il restringimento verso l'alto dello scafo di una nave a partire dalla linea di galleggiamento, dove si ha la larghezza massima. In termini tecnici, sia ha la campanatura quando la larghezza del ponte più alto è minore della larghezza massima della nave.
Una piccola campanatura viene normalmente adottata in quasi tutte le navi per evitare che, quando ormeggiata, nulla sporga all'altezza della banchina.

## Origini
La campanatura fu per secoli una caratteristica comune delle navi da guerra in legno. Nell'era delle navi a remi, la campanatura era usata comunemente, col l'apertura per i remi posta per quanto possibile inclinata. Questo rese più difficile gli abbordaggi, in quanto le navi si toccavano nel loro punto più largo, a livello della linea di galleggiamento, e di conseguenza i rispettivi ponti superiori rimanevano distanziati. Il graduale restringimento dello scafo rendeva più stabile la nave, in quanto spostava il baricentro della stessa più in basso, e per questo si continuò ad adottare la campanatura anche dopo l'introduzione delle armi da fuoco, avvenuta nel XV secolo. Inoltre la campanatura aumentava le capacità difensive della nave, infatti i lati inclinati avevano il duplice vantaggio di aumentare lo spessore effettivo dello scafo rispetto alla traiettoria orizzontale dei proiettili, e di aumentare la possibilità che il proiettile stesso invece di penetrare venga semplicemente deviato. Sugli stessi concetti si baserà la successiva corazza inclinata, tipicamente adottata dai carri armati.

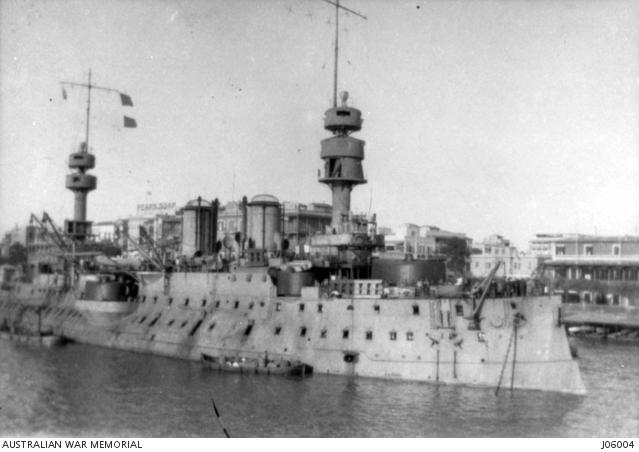
La corazzata francese Jauréguiberry, varata nel 1893, era caratterizzata da una campanatura estremamente accentuata

La campanatura si può notare anche in navi in acciaio dei primi anni 1880, quando gli Stati Uniti d'America e la maggior parte degli stati europei iniziò la costruzione di navi da guerra completamente in metallo. Fu la Francia a promuovere maggiormente questo tipo di costruzione sulle sue navi da guerra, sostenendo che la campanatura avrebbe ridotto il peso del ponte superiore, reso le navi più agili e aumentato l'opera morta.
Ai primi del XX secolo la Francia vendette all'Impero russo la Cesarevič, una nave da battaglia di tipo pre-dreadnought. Varata nel 1900 la nave, che presentava un'accentuata campanatura, prese servizio nella Voenno Morskoj Flot Rossijskoj Imperii in tempo utile per prendere parte, come nave ammiraglia dell'ammiraglio Wilhelm Withöft, alla battaglia del Mar Giallo che si svolse il 10 agosto 1904. La guerra russo-giapponese dimostrò sia come le navi con campanatura erano ideali per compiere lunghi viaggi, soprattutto quando si trattava di attraversare stretti canali e altri corsi d'acqua, sia quanto fossero pericolosamente instabili nel caso lo scafo iniziasse ad imbarcare acqua, ad esempio dopo aver ricevuto danni in battaglia.
Sul design della Cesarevič erano basate le 5 nuove corazzate russe classe Borodino, costruite tra il 1899 e il 1904, di cui 4 presero parte ad una sola battaglia navale, la battaglia di Tsushima combattuta il 27 maggio 1905. La quinta, la Slava, non era ancora terminata. Nel corso della battaglia 3 delle 4 navi, la Borodino, la Imperator Aleksandr III e la Knyaz Suvorov, furono affondate mentre la quarta, la Orël, rimase pesantemente danneggiata e fu catturata dai giapponesi. In generale, la battaglia si rivelò una catastrofica sconfitta per la flotta russa, e questo portò a sospendere la progettazione e la costruzione di navi con campanatura.

## Nel design moderno

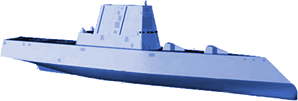
Modello 3D della Zumwalt, la campanatura è parte di un design atto ad aumentare la stabilità e la capacità stealth della nave.

La campanatura è stata utilizzata in alcuni dei nuovi progetti, riguardanti navi da guerra, proposti alla United States Navy. Lo scafo presenta anche un rostro molto accentuato. La nave risulta una piattaforma di tiro molto stabile non subendo il fenomeno del beccheggio: con questa configurazione infatti la nave attraversa semplicemente le onde senza che la prua si alzi e abbassi nel farlo. La poppa nell'unirsi allo scafo crea la campanatura. Questo design nel complesso offre una riflessione radar inferiore, perché riflette le onde radar che colpiscono lo scafo con un angolo diverso da quello di incidenza diminuendo di molto l'energia riflessa verso la sorgente ed aumentando quindi la capacità stealth della nave; è questa la ragione principale della ripresa di questa soluzione progettuale in epoca odierna. L'aspetto finale della nave, molto sfaccettato e quasi completamente chiuso e privo di sporgenze che rifletterebbero le onde radar, assomiglia a quello di un aereo stealth; persino l'ancora viene tenuta all'interno dello scafo e calata in acqua dalla parte immersa della prua. Il risultato è un compromesso tra una nave di superficie ed un moderno sottomarino, progettato più per passare attraverso la superficie del mare, piuttosto che su di esso.
Questo particolare design, che inizialmente era stato proposto per il DD21, sarà utilizzato sui nuovi cacciatorpediniere classe Zumwalt, i cui primi esemplari entreranno in servizio nella United States Navy dopo il 2013.

## Nellenarrowboat

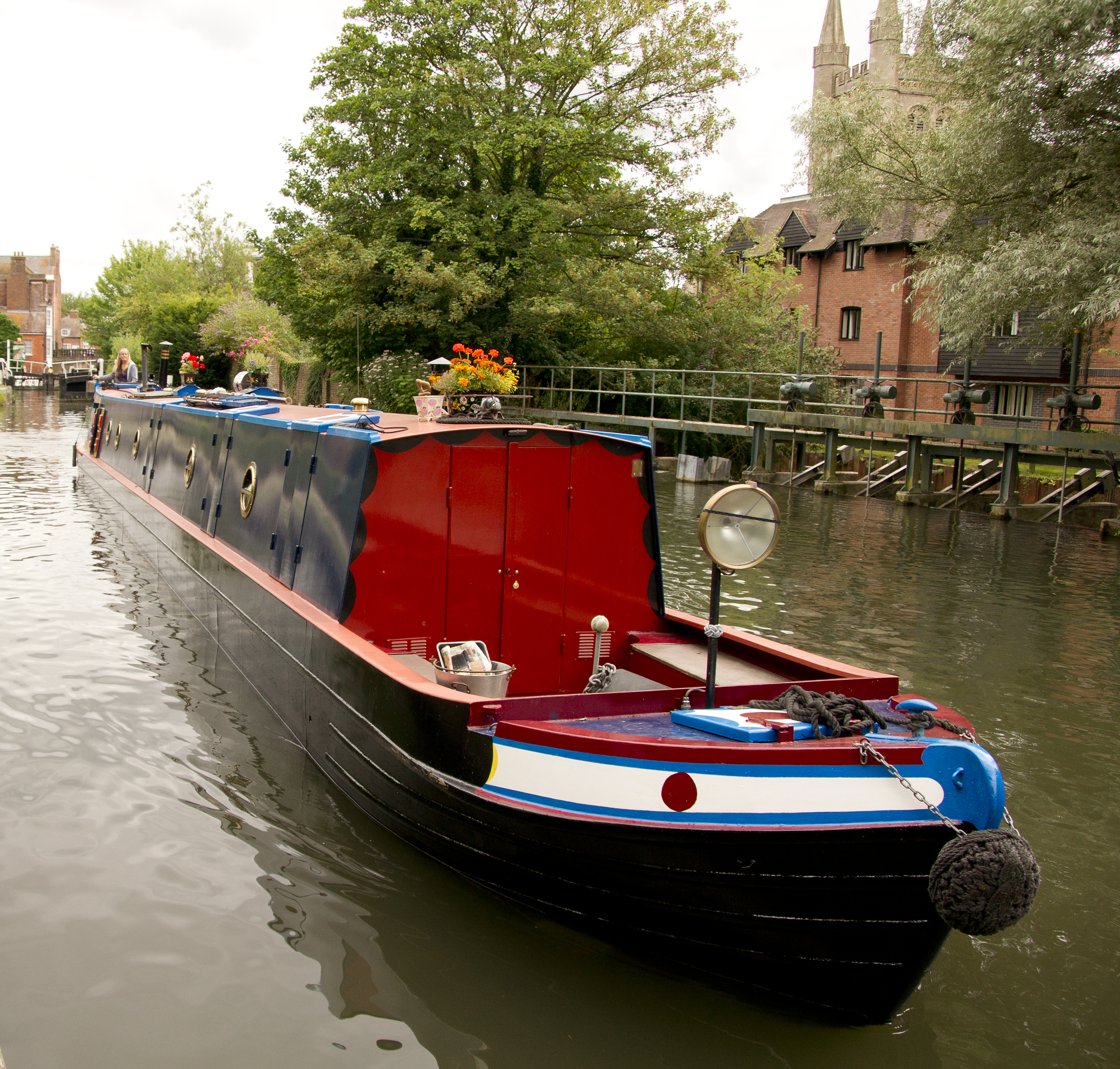
Una narrowboat caratterizzata da una modesta campanatura

Il termine anglosassone narrowboat identifica un particolare tipo di imbarcazione, progettate per navigare negli stretti canali della Gran Bretagna. Il tipico restringimento delle sovrastrutture delle narrowboat viene comunemente indicato come campanatura. Il grado di campanatura è un dato di progetto fondamentale nella scelta di una narrowboat, in quanto la parte più larga di queste navi raramente supera i 2 metri, e quindi anche una variazione modesta della pendenza dei lati della cabina incide significativamente sull'abitabilità dell'ambiente interno, in particolare sarebbe ridotta la parte di cabina ad altezza massima. Una narrowboat con una campanatura molto accentuata potrebbe causare difficoltà a passeggeri di alta statura, ma con una campanatura troppo bassa i bordi del tetto della cabina rischierebbero di danneggiarsi nel passare in uno dei numerosi tunnel presenti nella rete di canali britannica. Inoltre, a causa della sedimentazione sul fondo dei canali, il livello dei canali britannici negli anni si è innalzato e, causa anche la forma circolare dei tunnel, i tetti delle narrowboat si trovano sempre più vicini alle pareti dei tunnel stessi.

## Nelle imbarcazioni a remi
In generale, una campanatura di piccola entità può facilitare la propulsione in mezzi a remi come la canoa o il kayak, mentre un'inclinazione opposta può favorire il carico.

## Altre applicazioni

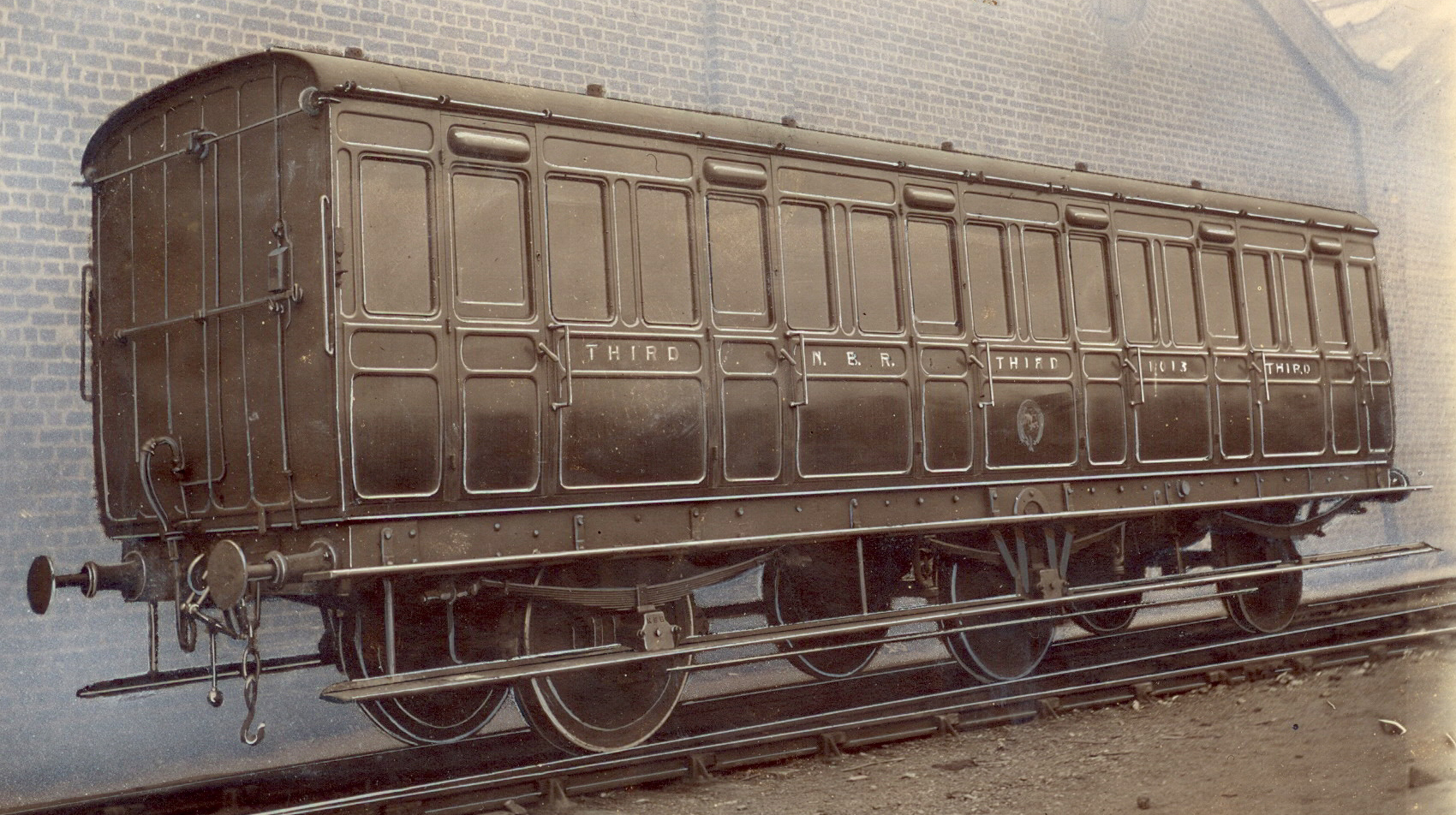
Una carrozza di 3ª classe della North British Railway, circa 1900. Si può notare la campanatura nella zona di unione tra il corpo della carrozza ed il telaio

Il termine campanataura può venire impiegato anche fuori dall'ambito navale.

### Nelle automobili
Nelle automobili i finestrini laterali non sono perfettamente perpendicolari al suolo ma normalmente pendono verso l'interno. Tale caratteristica è spesso chiamata campanatura. Meno comunemente, con campanatura si intende anche il restringimento della parte bassa della vettura. Nelle automobili progettate nel XXI secolo, questa campanatura è poco pronunciata o del tutto assente, in modo da ridurre il coefficiente di resistenza aerodinamica, con effetti benefici sulle prestazioni e sul consumo di carburante.

### Nel design ferroviario
La curvatura verso l'interno delle porzioni di carrozzeria che, nelle carrozze ferroviarie, uniscono i lati della carrozza stessa con il telaio, prende il nome di campanatura. La campanatura nelle carrozza ferroviarie fu particolarmente diffusa nelle isole britanniche, e più in generale nella produzione ferroviaria di ingegneri e costruttori britannici, durante il XIX secolo e nelle carrozze in legno tipiche dei primi anni del XX secolo. In particolare, nel passaggio alle carrozze in legno, l'adozione della campanatura permise di mantenere la lunghezza dentro la sagoma, consentendo di avere la larghezza massima per il corpo principale della carrozza. Con questo espediente si aveva spazio per poter appoggiare un piede durante la salita o la discesa da una carrozza.